# 阿蒂卡 (密歇根州)
阿蒂卡（英語：Attica）是位於美國密歇根州拉皮爾縣阿蒂卡鎮區的一個普查規定居民點。

## 人口
根據2020年美國人口普查的數據，阿蒂卡的面積為12.87平方千米，當中陸地面積為12.37平方千米，而水域面積為0.50平方千米。當地共有人口962人，而人口密度為每平方千米74.75人。